# Vlad Ciobanu
Vlad Ciobanu (n. 11 aprilie 1948, Pungești, România – d. 20 ianuarie 2024, București, România) a fost un sculptor român. A absolvit Institutul de arte plastice „Nicolae Grigorescu” din București. Din anul 1990 a predat la Universitatea Națională de Arte București.

## Premii
- 1982 -- Bursa Uniunii Artistilor Plastici din Romania pentru Sculptura
- 1985 -- Premiul Concursului pentru Desen și Sculptură;
- 1985 -- „Amici del Pomero”, Milano, Italia;
- 1991 -- Bursa Fundatiei pentru Relatii Intelectuale Europene - Paris
- 1997 -- Premiul pentru Sculptura al Salonului National de Arte Plastice - Resita;
- 1999 -- Premiul Uniunii Artiștilor Plastici pentru Artă Ambientală;
- 1999 -- Medalia de aur „Dantesca”, Ravenna, Italia;
- 2004 -- Premiul "Constantin Brancusi” - Targu Jiu
- 2005 -- Premiul Uniunii Artiștilor Plastici pentru Sculptură
- 2021 -- cu ocazia Colocviilor Brâncuși, Vlad Ciobanu a primit, la Târgu Jiu, Premiul „Restitutio. Brâncuși” al Asociației cultural-istorice Pleniceanu, premiu oferit anual celor care contribuie prin activitatea lor la popularizarea operelor și personalității sculptorului național.